# سیارک ۱۶۰۷۵
سیارک ۱۶۰۷۵ (به انگلیسی: 16075 Meglass، نامگذاری:1999RL130) شانزده هزار و هفتاد و پنجمین سیارک کشف شده‌است که در ۹ سپتامبر ۱۹۹۹ کشف شد.
قدر مطلق سیارک برابر ۱۳.۵ است.